# 나가오카촌 (미에현)
나가오카촌(長岡村)은 일본 미에현 시마군에 설치되었던 촌이다. 현재의 도바시의 남동부에 해당한다.